# Illusion (film 2004)
Illusion è un film del 2004 diretto da Michael A. Goorjian.
È un film drammatico statunitense con Kirk Douglas, qui  nella sua ultima interpretazione, lo stesso Goorjian e Karen Tucker. Il film ha vinto un premio all'Hamptons International Film Festival per la migliore sceneggiatura nel 2004.

## Trama
Il leggendario regista Donald Baines giace morente da solo nella sua sala di proiezione privata, guardando i film a cui ha dedicato la sua vita. Dopo essersi isolato dalla famiglia e dagli amici, ora rimpiange molti sacrifici personali. Il rifiuto del suo figlio illegittimo, Christopher, gli porta più dolore, dal momento che Donald lo ha visto solo una volta, 30 anni fa. Una notte, Donald viene svegliato dall'immagine spettrale di Stan, un editore preferito che è morto da più di 35 anni. All'improvviso Donald trova il suo letto di morte trasportato in un vecchio cinema. Stan informa Donald che è venuto ad aiutarlo e che gli mostrerà tre film - tre visioni - ciascuna visione che rappresenta un periodo diverso della vita di Christopher. La prima visione porta Donald nei primi anni di vita di Christopher, che è alle prese con il suo primo contatto con l'amore. Ribelle e romantico, Christopher proclama il suo amore per una ragazza che ha visto solo da lontano e rischia tutto per avere l'opportunità di passare un po' di tempo con lei. Una voce assillante, che suona come il padre che non ha mai conosciuto, echeggia nella sua testa, dicendogli che non è degno. Christopher cerca di sfuggire a un vortice artistico e si ritrova faccia a faccia con l'amore che ha avuto per un breve momento e che ha perso alla prima visione. La sua vita prende una svolta brutale quando trova, ma perde di nuovo il suo amore. Christopher, stanco delle difficoltà che la vita gli ha riservato. Di nuovo alla ricerca dell'amore, questa è la sua ultima e forse unica possibilità di liberarsi di quella che immagina essere la disapprovazione ossessiva di suo padre.

## Produzione
Il film, diretto da Michael A. Goorjian su una sceneggiatura di Tressa DiFiglia, Michael A. Goorjian, Chris Horvath e Ron Marasco, fu prodotto da James C.E. Burke, Scott Disharoon, Anahid Nazarian e Kevin Weisman per la Daniel Fried Productions, la Illusion Productions e la Maldoror Productions e girato a Oakland in California.

## Distribuzione
Il film fu distribuito negli Stati Uniti dal 2004 al cinema dalla Awakened Media.
Alcune delle distribuzioni sono state:
- negli Stati Uniti nell'ottobre del 2004 (Hamptons International Film Festival)
- negli Stati Uniti il 7 gennaio 2005 (Palm Springs International Film Festival)
- negli Stati Uniti il 12 marzo 2005 (Westchester Film Festival)
- negli Stati Uniti il 30 marzo 2005 (Sonoma Film Festival)
- negli Stati Uniti il 17 febbraio 2006 (limited)

## Promozione
La tagline è: "The only person who could change the story of his life...was the father he never knew.".